# Kvalifikace na Mistrovství Evropy ve fotbale 2012 – skupina I
Skupina I kvalifikace na Mistrovství Evropy ve fotbale 2012 byla jednou z 9 kvalifikačních skupin na tento šampionát. Postup na závěrečný turnaj si zajistil vítěz skupiny. Druhý tým skupiny hrál buď baráž, nebo postoupil také přímo (pokud byl nejlepší v žebříčku týmů na druhých místech).

## Tabulka
| Tým             | Z | V | R | P | GV | GI | +/- | B  |
| --------------- | - | - | - | - | -- | -- | --- | -- |
| Španělsko       | 8 | 8 | 0 | 0 | 26 | 6  | +20 | 24 |
| Česko           | 8 | 4 | 1 | 3 | 12 | 8  | +4  | 13 |
| Skotsko         | 8 | 3 | 2 | 3 | 9  | 10 | -1  | 11 |
| Litva           | 8 | 1 | 2 | 5 | 4  | 13 | -9  | 5  |
| Lichtenštejnsko | 8 | 1 | 1 | 6 | 3  | 17 | -14 | 4  |

## Zápasy
| 3. září 2010 20:15 |       |         |                                             |
| Litva              | 0 – 0 | Skotsko | Kaunas diváci: 5 000 rozhodčí: Cuneyt Cakir |
|                    |       |         | Kaunas diváci: 5 000 rozhodčí: Cuneyt Cakir |

| 3. září 2010 20:45 |       |                                     |                                               |
| Lichtenštejnsko    | 0 – 4 | Španělsko                           | Vaduz diváci: 6 127 rozhodčí: Bulent Yildirim |
|                    |       | 18', 54' Torres 26' Villa 62' Silva | Vaduz diváci: 6 127 rozhodčí: Bulent Yildirim |

| 7. září 2010 20:15 |       |            |                                                             |
| Česko              | 0 – 1 | Litva      | Andrův stadion, Olomouc diváci: 12 100 rozhodčí: Alon Yefet |
|                    |       | 25' Šernas | Andrův stadion, Olomouc diváci: 12 100 rozhodčí: Alon Yefet |

| 7. září 2010 21:00      |       |                 |                                                |
| Skotsko                 | 2 – 1 | Lichtenštejnsko | Glasgow diváci: 37 050 rozhodčí: Viktor Švecov |
| Miller 63' Robson 90+7' |       | 46' Frick       | Glasgow diváci: 37 050 rozhodčí: Viktor Švecov |

| 8. října 2010 20:00 |       |         |                                                 |
| Česko               | 1 – 0 | Skotsko | Eden, Praha diváci: 14 922 rozhodčí: Ivan Bebek |
| Hubník 69'          |       |         | Eden, Praha diváci: 14 922 rozhodčí: Ivan Bebek |

| 8. října 2010 22:00         |       |            |                                                    |
| Španělsko                   | 3 – 1 | Litva      | Salamanca diváci: 16 800 rozhodčí: Gianluca Rocchi |
| Llorente 46', 55' Silva 79' |       | 53' Šernas | Salamanca diváci: 16 800 rozhodčí: Gianluca Rocchi |

| 12. října 2010 20:00 |       |                         |                                                |
| Lichtenštejnsko      | 0 – 2 | Česko                   | Vaduz diváci: 2 555 rozhodčí: Vladimir Suchina |
|                      |       | 12' Necid 28' V. Kadlec | Vaduz diváci: 2 555 rozhodčí: Vladimir Suchina |

| 12. října 2010 20:00         |       |                                           |                                                  |
| Skotsko                      | 2 – 3 | Španělsko                                 | Glasgow diváci: 51 322 rozhodčí: Massimo Busacca |
| Naismith 58' Piqué 66' (vl.) |       | 44' (pen.) Villa 55' Iniesta 79' Llorente | Glasgow diváci: 51 322 rozhodčí: Massimo Busacca |

| 25. března 2011 20:00 |        |            |                                                |
| Španělsko             | 2 – 1  | Česko      | Granada diváci: 16 400 rozhodčí: Viktor Kassai |
| Villa 69', 73' (pen.) | Report | 29' Plašil | Granada diváci: 16 400 rozhodčí: Viktor Kassai |

| 29. března 2011 20:00  |        |                 |                                                                                |
| Česko                  | 2 – 0  | Lichtenštejnsko | Střelecký ostrov, České Budějovice diváci: 6 700 rozhodčí: Ovidiu Alin Hategan |
| Baroš 3' M. Kadlec 70' | Report |                 | Střelecký ostrov, České Budějovice diváci: 6 700 rozhodčí: Ovidiu Alin Hategan |

| 29. března 2011 20:00 |        |                                       |                                                |
| Litva                 | 1 – 3  | Španělsko                             | Kaunas diváci: 9 180 rozhodčí: Laurent Duhamel |
| Stankevičius 57'      | Report | 19' Xavi 70' (vl.) Kijanskas 83' Mata | Kaunas diváci: 9 180 rozhodčí: Laurent Duhamel |

| 3. června 2011 19:00  |        |       |                                             |
| Lichtenštejnsko       | 2 – 0  | Litva | Vaduz diváci: 1 886 rozhodčí: Artyom Kuchin |
| Erne 7' Polverino 36' | Report |       | Vaduz diváci: 1 886 rozhodčí: Artyom Kuchin |

| 2. září 2011 16:00 |        |                 |                                                  |
| Litva              | 0 – 0  | Lichtenštejnsko | Kaunas diváci: 3 500 rozhodčí: Ken Henry Johnsen |
|                    | Report |                 | Kaunas diváci: 3 500 rozhodčí: Ken Henry Johnsen |

| 3. září 2011 16:00      |        |                                 |                                             |
| Skotsko                 | 2 – 2  | Česko                           | Glasgow diváci: 51 457 rozhodčí: Kevin Blom |
| Miller 44' Fletcher 82' | Report | Plašil 78' M. Kadlec 90' (pen.) | Glasgow diváci: 51 457 rozhodčí: Kevin Blom |

| 6. září 2011 20:00 |        |       |                                                     |
| Skotsko            | 1 – 0  | Litva | Glasgow diváci: 34 071 rozhodčí: Kristinn Jakobsson |
| Naismith 50'       | Report |       | Glasgow diváci: 34 071 rozhodčí: Kristinn Jakobsson |

| 6. září 2011 20:00                                 |        |                 |                                                 |
| Španělsko                                          | 6 – 0  | Lichtenštejnsko | Logroño diváci: 16 000 rozhodčí: Harald Lechner |
| Negredo 34', 37' Xavi 44' Ramos 52' Villa 60', 79' | Report |                 | Logroño diváci: 16 000 rozhodčí: Harald Lechner |

| 7. října 2011 20:00 |        |                         |                                                                |
| Česko               | 0 – 2  | Španělsko               | Toyota Arena, Praha diváci: 17 873 rozhodčí: Paolo Tagliavento |
|                     | Report | Mata 7' Xabi Alonso 23' | Toyota Arena, Praha diváci: 17 873 rozhodčí: Paolo Tagliavento |

| 8. října 2011 20:00 |        |                   |                                                |
| Lichtenštejnsko     | 0 – 1  | Skotsko           | Vaduz diváci: 5 636 rozhodčí: Tom Harald Hagen |
|                     | Report | Mackail-Smith 32' | Vaduz diváci: 5 636 rozhodčí: Tom Harald Hagen |

| 11. října 2011 20:00 |        |                                                |                                                         |
| Litva                | 1 – 4  | Česko                                          | Kaunas diváci: 4 000 rozhodčí: David Fernández Borbalán |
| Šernas 68' (pen.)    | Report | M. Kadlec 2' (pen.), 85' (pen.) Rezek 16', 45' | Kaunas diváci: 4 000 rozhodčí: David Fernández Borbalán |

| 11. října 2011 20:00    |        |                       |                                                      |
| Španělsko               | 3 – 1  | Skotsko               | Alicante diváci: 27 559 rozhodčí: Stefan Johannesson |
| Silva 6', 44' Villa 54' | Report | Goodwillie 66' (pen.) | Alicante diváci: 27 559 rozhodčí: Stefan Johannesson |